# Енчо Стайков
Енчо Стайков Стайков е политик от Българската комунистическа партия.

## Биография
Роден е в Лясковец, Горнооряховско, на 11 септември 1901 г. Участва в Съпротивителното движение по време на Втората световна война, за което е интерниран в концентрационни лагери. Член е на БРП (т.с.) от 1919 г. и на неин районен комитет от 1924 до 1925 г.
От 1926 до 1927 г. редактира в. „Младежка дума“. Става член на ЦК на РП през 1928 г. и главен редактор на в. „Работническо дело“. От 1935 г. е член на ЦК на БРП. Член е на Политбюро на ЦК на БРП от 1936 г. Избран е за секретар на ЦК (1937).
От 1939 до 1940 г. е интерниран в Джебел. След като се завръща, е на работа в ОК на БКП в София. През септември 1941 г. е арестуван и интерниран в Еникьой и Свети Кирик.
Непосредствено след Деветосептемврийския преврат 1944 г. на мястото на полицията се създава Дирекция на народната милиция. Неин пръв директор е Енчо Стайков, заменен в края на септември 1944 г. от Раденко Видински
.
По-късно работи в апарата на ЦК на БКП. Той е секретар на ЦК на БКП между 1952 и 1957 г. и член на Политбюро на ЦК на БКП в периода 1954 – 1966 г. Председател е на Националния съвет на Отечествения фронт (1957 – 1967) и член на Централния комитет на БКП от 27 декември 1948 до 25 април 1971 г.
Главен директор на „Българската кинематография“ (1949 – 1950), директор на БТА (1950 – 1952) и подпредседател на Комитета за наука, изкуство и култура (1952 – 1954).
Народен представител е в VI велико народно събрание (1946 – 1949), от II до VI народно събрание (1954 – 1975).
Награден е 2 пъти с орден „Георги Димитров“. На негово име е наречен военен завод в Лясковец, днес „Аркус“.